# Missione tata
Missione tata (The Pacifier) è un film del 2005 diretto da Adam Shankman, con protagonista Vin Diesel.

## Trama
Shane Wolfe, un efficiente e caparbio tenente dei Navy SEAL, è in missione per salvare lo scienziato governativo Howard Plummer, rapito da un gruppo di terroristi. Shane e la sua squadra riescono a liberare Plummer, ma durante la fuga il gruppo viene attaccato e Plummer rimane ucciso. Qualche settimana dopo, Shane viene assegnato in qualità di scorta della famiglia di Plummer dal suo superiore, il capitano Bill Fawcett. Plummer stava lavorando a GHOST, un innovativo sistema in grado di deviare le rotte dei missili nucleari in arrivo. A Zurigo viene rinvenuta una cassetta di sicurezza intestata a Plummer e il capitano Fawcet, accompagnato dalla ormai vedova Plummer, parte per recuperarne il contenuto, nella speranza di trovarvi proprio il programma GHOST. Nel mentre a Shane viene ordinato di andare a casa Plummer per salvaguardare l'incolumità dei figli del defunto dottore e, al contempo, tentare di rinvenire il programma informatico, nel caso non si trovasse nella cassetta di sicurezza in Svizzera.
I figli di Plummer sono la sedicenne ribelle Zoe, il problematico quattordicenne Seth, la spigliata girl scout Lulu, di otto anni, il piccolo Peter e il neonato Tyler. Shane, completamente impreparato, si approccia ai ragazzi nell'unico modo che conosce, ovvero imponendo loro un vero e proprio regime militare, e ciò è causa di enorme insofferenza nei giovani Plummer. In realtà, la ferrea intransigenza del tenente è dovuta soprattutto al suo senso di colpa per non essere riuscito a proteggere Plummer, e a poco a poco Shane capisce che il solo modo per redimersi è cercare di stare vicino ai ragazzi; un prezioso aiuto in tal senso gli viene dato da Claire Fletcher, preside della scuola frequentata dai Plummer ed ex ufficiale di terza classe, con la quale scatta un'intesa immediata.
Claire consiglia a Shane di prestare attenzione alle difficoltà dei ragazzi: Zoe e Seth, entrambi con evidenti problemi scolastici, sono costantemente tormentati dal grottesco e prepotente vicepreside Duane Murney; Lulu e il suo gruppo di girl scout sono alle prese con alcuni piccoli bulli; Tyler e Peter sentono molto la mancanza della figura paterna. I primi, goffi tentativi di Shane di aiutarli s'infrangono contro la diffidenza dei ragazzi, ma quando Shane mette in fuga una coppia di sicari che si erano introdotti in casa alla ricerca di GHOST, i Plummer decidono finalmente di fidarsi di lui.
Le cose iniziano finalmente a migliorare, finché un giorno Shane viene convocato a scuola da Claire e Murney, che lo informano di aver trovato una fascetta con una svastica nell'armadietto di Seth e che il ragazzo si è presentato in classe con i capelli tinti. Shane, inizialmente preoccupato, scopre che tutto ciò è parte della preparazione di Seth come protagonista di una produzione di Tutti Insieme Appassionatamente. Seth, infatti, all'insaputa di tutti, sogna di diventare un attore ed è stato costretto suo malgrado ad entrare a far parte della squadra di lotta della scuola, allenata proprio da Murney. Quando la passione di Seth diviene di pubblico dominio, Shane risolve il problema umiliando Murney in un breve combattimento proposto dall'incauto vicepreside e prenderà lui stesso le redini della produzione in seguito all'abbandono del regista. Parallelamente, Shane aiuterà Zoe a passare l'esame di guida, insegnandole ad avere più fiducia e rispetto per se stessa, aiuterà Lulu ad affrontare i bulli che la infastidiscono e imparerà a fare da padre a Peter e Tyler.
A Zurigo, intanto, Julie e Fawcett riescono a recuperare la chiave del caveau dov'è custodito GHOST e rientrano in America. Shane è felice di aver portato a termine la propria missione, ma l'esperienza con i Plummer l'ha toccato profondamente e il tenente realizza che la solitaria vita del soldato non è più abbastanza per lui.
Shane e Fawcett scoprono che il caveau si trova all'interno di un sotterraneo nel garage dei Plummer trovato per caso da Shane. In quel momento irrompono i due sicari con cui Shane si era già scontrato ed essi si rivelano essere i Chen, i vicini di casa dei Plummer, in realtà due spie del governo nordcoreano; Shane è pronto a dare battaglia, ma viene tramortito da Fawcett, in realtà una talpa al soldo dei coreani. Fawcett e la signora Chen prendono in ostaggio Shane e Julie e li costringono a collaborare, mentre il signor Chen cattura i ragazzi e li tiene d'occhio; grazie alle tecniche insegnate loro da Shane, tuttavia, i giovani Plummer riescono a liberarsi e a fuggire.
Shane, costretto da Fawcett e dalla signora Chen, apre il caveau, scoprendo che esso è protetto da un intricatissimo sistema di trappole. Shane riesce ad aggirarlo eseguendo una danza che Plummer aveva inventato per i figli e che mostra in realtà le mosse da fare per superare le trappole; a questo punto, non avendo più bisogno di lui, Fawcett si appresta ad eliminare Shane, ma il tenente gioca d'astuzia e riesce ad avere la meglio. Julie darà invece il benservito alla signora Chen.
I ragazzi Plummer, inseguiti dal signor Chen, attirano la polizia fino a casa loro eseguendo una rocambolesca fuga in macchina attraverso la città. Il signor Chen tenta disperatamente di costringere Shane a consegnargli il chip con i dati di GHOST tenendo tutti sotto tiro di una mitragliatrice, ma il tenente lo mette fuori combattimento grazie a Gary, l'anatra domestica dei Plummer, e al provvidenziale intervento di Claire. Fawcett e i Chen vengono arrestati, e tutto finisce per il meglio.
Nel finale del film, Shane si ritira dall'esercito e diviene il nuovo allenatore di lotta della scuola, mentre Murney è costretto ad una sorta di atto di penitenza prendendo parte a Tutti Insieme Appassionatamente nei panni di una suora. Il film si chiude mostrando i Plummer che assistono all'esibizione di Seth mentre Shane e Claire, dietro le quinte, sorridono e si scambiano un bacio.

## Distribuzione internazionale
- Stati Uniti d'America: 4 marzo 2005
- Australia: 24 marzo 2005
- Islanda: 1º aprile 2005
- Belgio: 6 aprile 2005
- Turchia: 8 aprile 2005
- Austria: 14 aprile 2005
- Germania: 14 aprile 2005
- Russia: 14 aprile 2005
- Spagna: 15 aprile 2005
- Italia: 22 aprile 2005
- Grecia: 29 aprile 2005

## Riconoscimenti
- 2005 - Teen Choice Awards
  - Nomination Miglior film commedia
  - Nomination Miglior attore in un film commedia a Vin Diesel

- 2006 - Young Artist Awards
  - Nomination Miglior attore giovane non protagonista a Max Thierot

- 2006 - ASCAP Award
  - Top Box Office Films a John Debney

- 2005 - World Stunt Awards
  - Nomination Miglior combattimento (Due ninja irrompono in una casa e il protagonista deve usare oggetti domestici e giocattoli per difendersi) a Troy Robinson, Peng Zhang e Ming Jian Huang

- 2005 - Stinkers Bad Movie Awards
  - Nomination Peggior attrice non protagonista a Carol Kane
  - Nomination Peggior sceneggiatura per un film che ha incassato più di 100 milloni di dollari a Thomas Lennon e Robert Ben Garant
  - Nomination Accento falso femminile più fastidioso a Carol Kane
  - Nomination Spencer Breslin Award alla peggior performance di un bambino a Max Thieriot
  - Nomination Peggior cast giovanile
  - Nomination Film per famiglie più disgustoso

## Accoglienza

### Incassi
Nel week-end d'esordio negli Stati Uniti il film ha incassato 30.6 milioni di dollari, classificandosi al primo posto al box office statunitense. In totale ha incassato 113 milioni negli Stati Uniti e 85.6 milioni nel resto del mondo, per complessivi 198.6 milioni, a fronte di un budget di produzione di 56 milioni.